# غل أنجيرة (غرمسير أردستان)
غل أنجیرة (بالفارسية: گل انجیره) هي قرية تقع في إيران في قسم غرمسیر الريفي. يقدر عدد سكانها بـ 7 نسمة .